# Pedro Trigo
Pedro Trigo es un teólogo, jesuita de origen español, nacionalizado venezolano. Actualmente ostenta la doble nacionalidad, hispano-venezolana.  Es licenciado en filosofía por la Universidad Católica de Quito, Ecuador (1966) y doctor en Teología (1980).
Desde 1974 pertenece al Centro Gumilla. Centro de investigación y Acción Social de la Compañía de Jesús en Venezuela, fundado en 1969, donde ha sido director en varias ocasiones y miembro del consejo de redacción de la revista SIC. De 2000 a 2005, participó como experto en el Concilio Plenario Venezolano, que se celebró en Caracas, Venezuela. Actualmente es profesor de Teología y Filosofía latinoamericana en Caracas, Venezuela, animador de grupos cristianos populares, residiendo en una zona popular, entregado a la vida consagrada en Venezuela.

## Biografía
Es español: Nació en HARO, (La Rioja, España), en 1942.  Ingresó en la Compañía de Jesús donde vio la opción de extraer de los Ejercicios espirituales de san Ignacio de Loyola, la "opción cristiana y opción obrera". A los 17 años llegó a Venezuela, donde, según sus propias palabras: “se me presentó en verdad como el nuevo mundo.” Un mundo en el que pudo “apreciar la vitalidad creativa de los barrios en formación”. En 1980, elaboró su tesis doctoral acerca de la institución eclesiástica en la novela latinoamericana. Además de constatar que: “más importante que saber si Dios existe es preguntarnos por nuestra idea de él”.

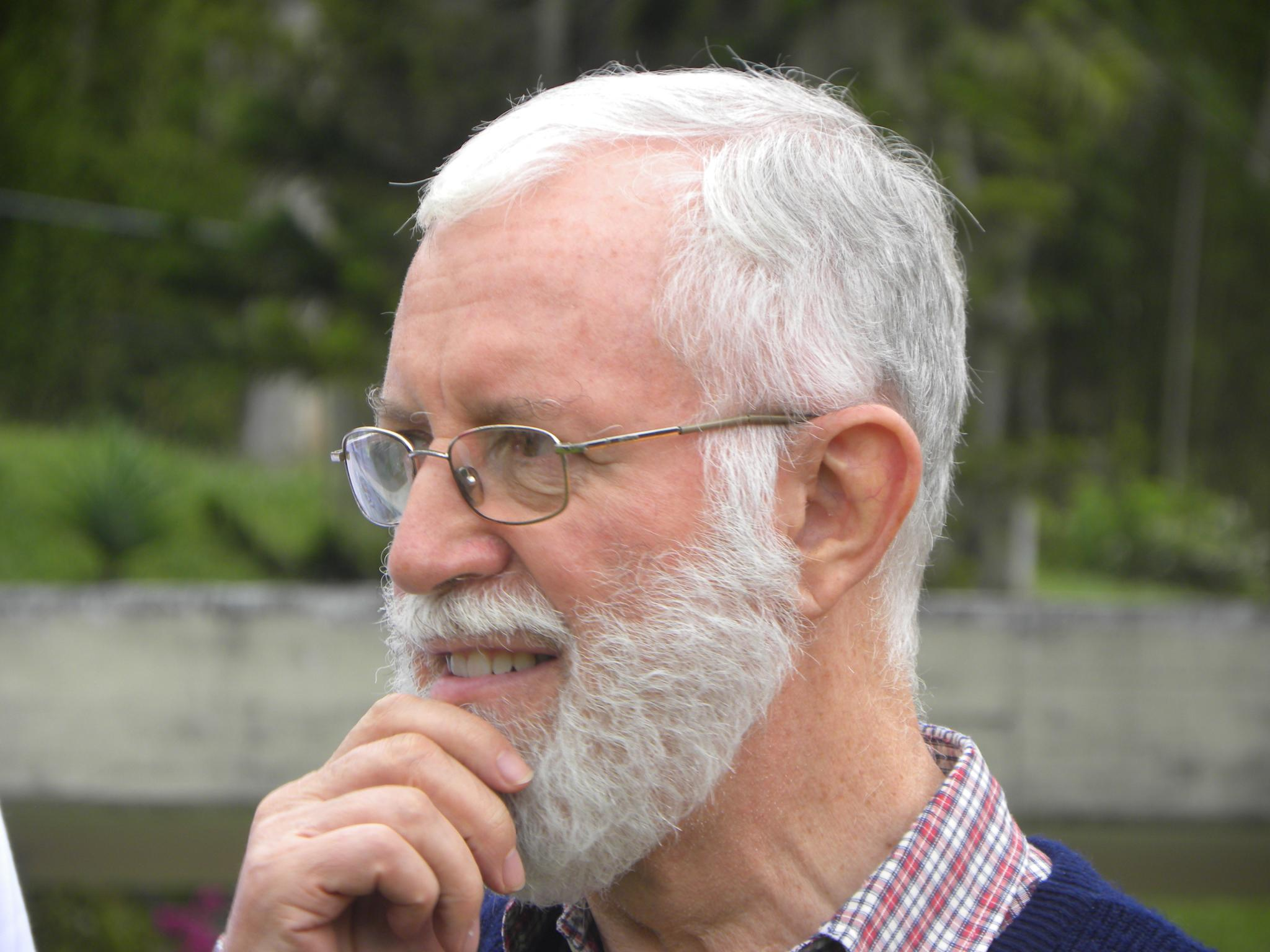
Pedro Trigo, teólogo, escritor y sacerdote jesuita

Posteriormente se desplazó a Quito, Ecuador, donde estudió filosofía. Es así como leyendo a Karl Rahner, S. J. vio la posibilidad de "pensar el cristianismo" y ser fiel en el siglo XX. De 1964 a 1966 tuvo un encuentro decisivo con  Monseñor Leonidas Proaño, sintiéndose desde entonces comprometido con el tipo de Iglesia y de pastoral que él representó: dos realidades en las que se tenía al indígena como sujeto.
Desde esta experiencia es su encuentro con el Concilio Vaticano II: “Captábamos que la hojarasca acumulada con los siglos opacaba lo radicalmente evangélico y que había que botar a la basura casi todo lo que había para que reluciera lo de Jesús.” O dicho de otra forma, cayó en la cuenta de haber vivido en un cristianismo construido por los antepasados y que ahora se les pedía creatividad; cristianismo, es vivir y experimentar según el Espíritu Santo. Y esto pedía pasar de la “antigua espiritualidad” a que: “Si Dios era nuestro padre, relacionarnos con él era quererle y tenerle confianza, en definitiva, descansar en él. Experiencia espiritual que no generaba angustia, ni inhibía, sino que llevaba a asumirla con responsabilidad para la misión. Lo que no se captó en ese momento era la “densidad de lo estructural, lo institucional de lo societario”, junto con el choque del desarrollo integral con el precio de la justicia estructural, siendo rechazada esta última, junto a dichos cambios estructurales.
En 1972 tuvo lugar el encuentro en El Escorial, para los agentes que compartían opciones fundamentales en América Latina. Y en 1973 trabajó con Gustavo Gutiérrez en Lima, Perú.
En el centro Gumilla se ha caracterizado por hacer un trabajo multidisciplinario del quehacer teológico, y la proyección del mismo en encuentros, conferencias, artículos, propuestas. Es así como lo histórico, antropológico, económico, social y religioso se relacionan con el contenido de lo político.

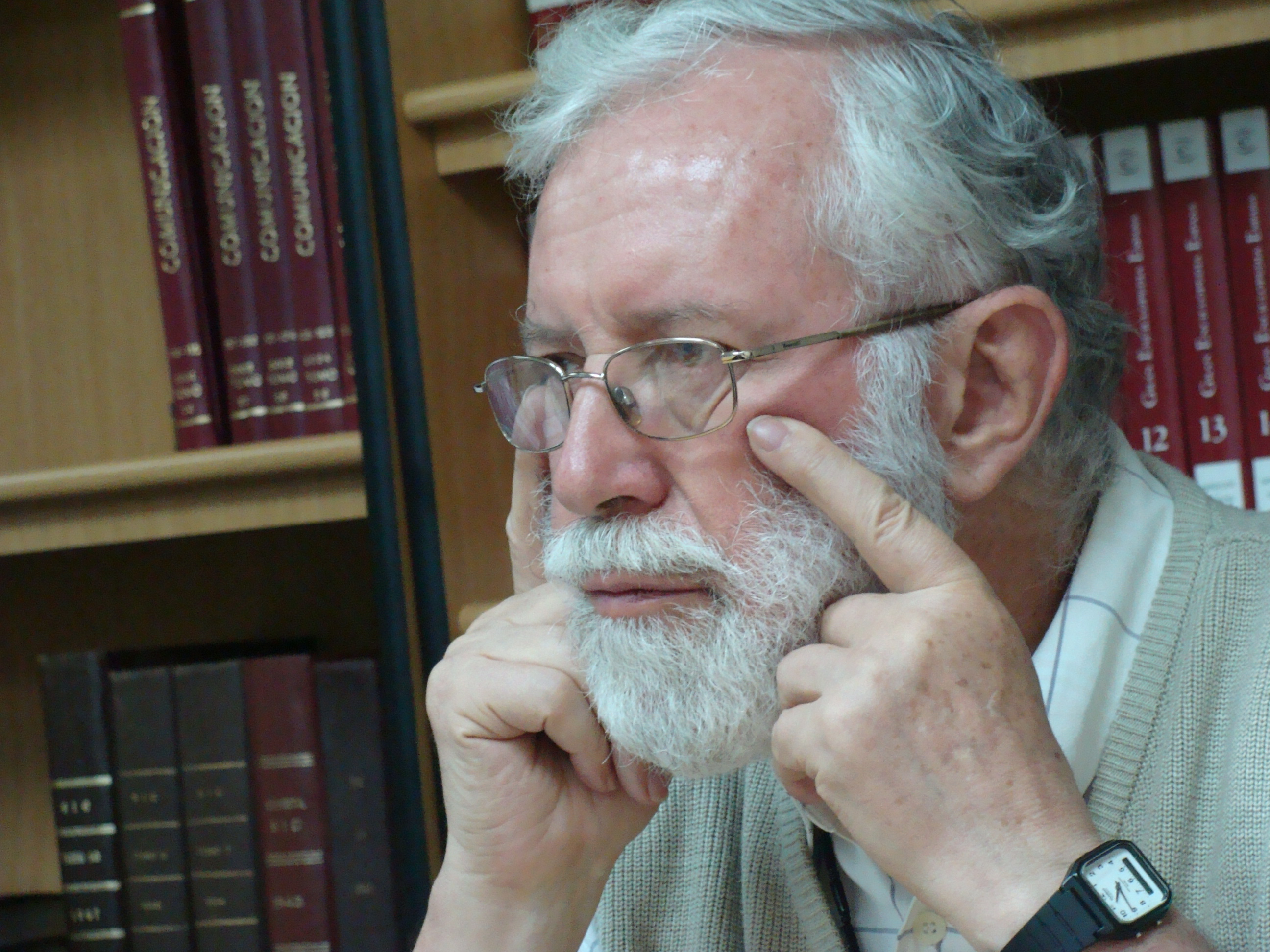
Pedro Trigo, sacerdote jesuita

Para el Presente siglo XXI, el Padre Trigo insiste en que se recuperara a Dios y, el trabajo científico de la teología debe entenderse dentro de esta dimensión religiosa. Este trabajo supone "parresía".

## Obras Bibliográficas
Es autor de más de cincuenta libros y artículos de teología, habiendo desarrollado una intensa actividad como articulista sobre temas como teología latinoamericana, cristología, filosofía y literatura hispana, que permanentemente se difunden en revistas especializadas internacionales. De manera continua lleva su palabra autorizada a los escenarios académicos más prestigiosos de Europa y Latinoamérica en calidad de conferencista invitado, exponiendo temas sobre Teología de la Liberación. Es uno de los teólogos latinoamericanos más reconocidos de la actualidad.
Entre sus publicaciones cabe destacar: Narrativa de un continente en transformación (1976); Arguedas: mito, historia y religión (1982); Cristianismo e historia en la novela mexicana (1987); Creación e historia en el proceso de liberación (1988); Salmos de vida y fidelidad (1998); Pueblo e Iglesia en la novela Hijo de Hombre (1989); Salmos del Evangelio (Sal Terrae, 1994); Consagrados al Dios de la vida (1995); Una constituyente para nuestra Iglesia (2000); La cultura del barrio (Caracas, UCAB, Gumilla, 2004); Dar y ganar la vida (Bilbao, Mensajero, 2005); ¿Ha muerto la Teología de la Liberación? (Bogotá, PUJ, 2005 y Bilbao, Mensajeros, 2006); El cristianismo como comunidad y las comunidades cristianas (Miami, Convivium Press, 2008); sus últimas participaciones en obras colectivas, Pedro Casaldáliga / Homenaje de amigos (Nueva utopía, Madrid, 2008, P. 153-185); Programa de formación política y ciudadana (CPAL, Río de Janeiro, 2009, p. 183-198; Jesús nuestro hermano: Acercamientos orgánicos y situados a Jesús de Nazareth (Bilbao: Sal Terrae, 2018).